# Sárga rétgomba

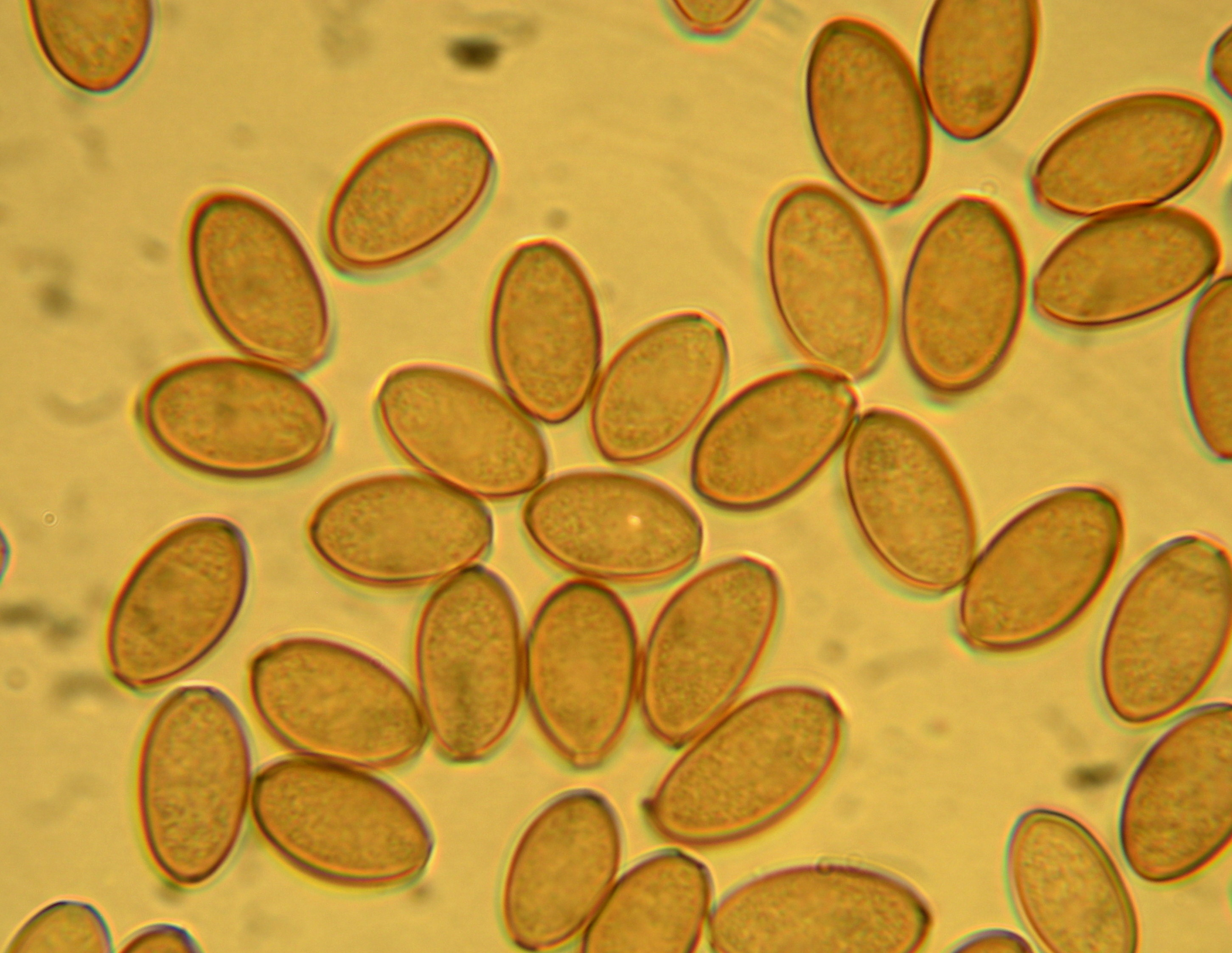
Spóra: elliptikus, sima

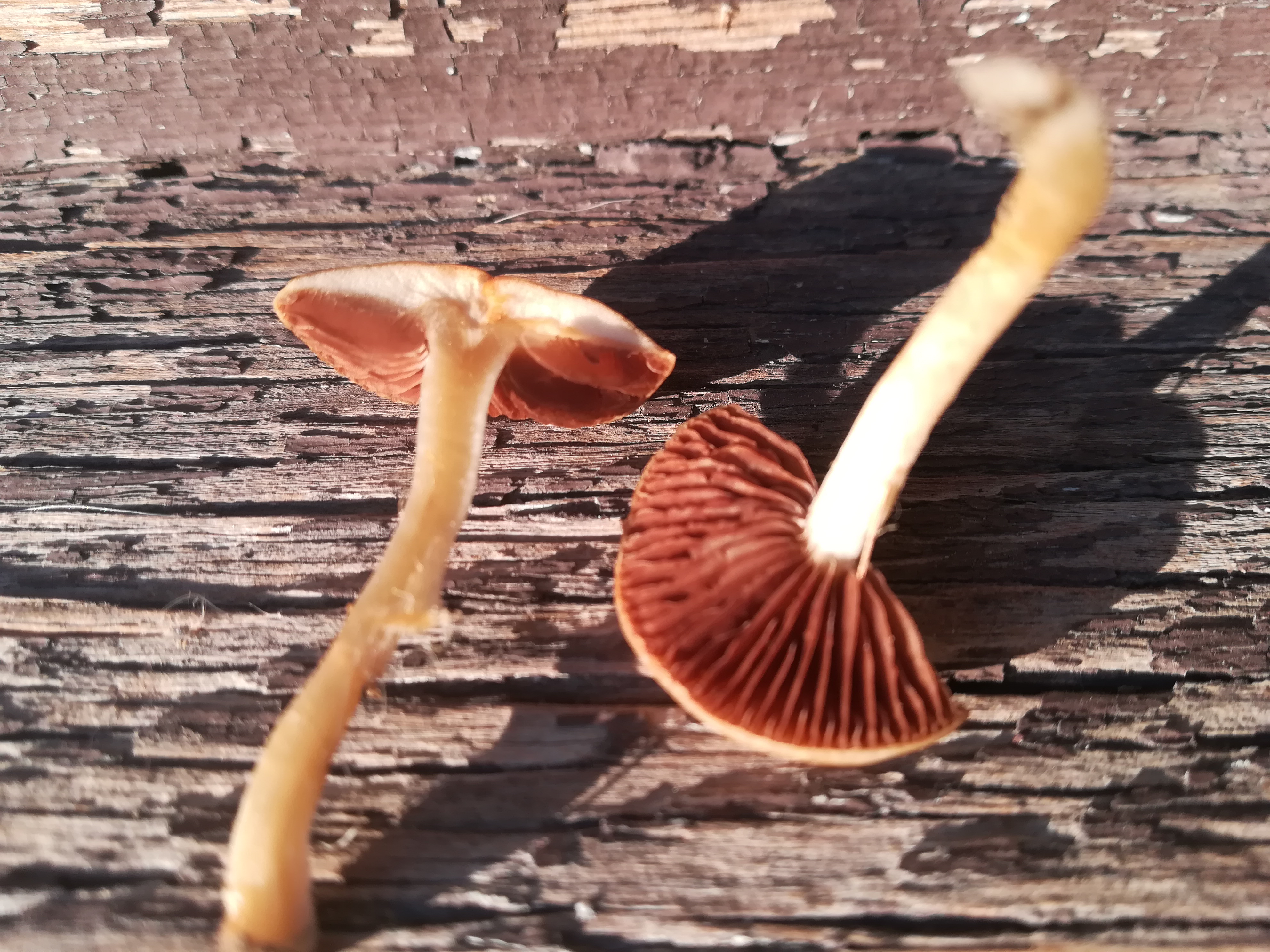
Sárga rétgomba metszeti képe

A sárga rétgomba (Agrocybe pediades) a rétgombák (Agrocybe) nemzetségébe, kérészgombafélék (bolbitiaceae) családjába tartozó apró termetű, sárga kalapú, füves területeken, kertekben növő gomba.

## Megjelenése
- Kalap: 1-3 cm széles, domború, később kiterül. Egységesen okkersárgás, felülete száraz, de nedvesen kissé tapadós, szélén nincs vélummaradvány.
- Lemezek: sokáig sárgás - barnás árnyalatúak végül rozsdabarnák, felkanyarodók.
- Tönk: világos, sárgás, gallérja nincs. 2-4 cm hosszú, 1-3 mm vastag, karcsú, egyenes vagy esetenként csavart, hajlékony
- Húsa: vékony, világos, fehéres.

## Élőhelye
Füves réteken, kertekben, gyümölcsösökben, legelőkön megtalálható. Hazánkban gyakran, seregesen megtalálható.

## Előfordulás időszaka
Májustól szeptember végéig jellemző, de előbújhat esőzés után novemberben is.

## Étkezési értéke
A magyar szakirodalom szerint nem ehető. Kis termete és könnyű összetéveszthetősége miatt az angol szakirodalom sem ajánlja.